# Centrorhynchus nicaraguensis
Centrorhynchus nicaraguensis är en hakmaskart som beskrevs av Schmidt och Neiland 1966. Centrorhynchus nicaraguensis ingår i släktet Centrorhynchus och familjen Centrorhynchidae. Inga underarter finns listade i Catalogue of Life.